# 白勢正衛
白勢 正衛（しろせ まさえ、1912年〈明治45年〉6月4日 - 没年不明）は、日本の農民、資産家、大地主。族籍は新潟県平民。

## 人物
新潟県北蒲原郡金塚村（現・新発田市金塚）出身。白勢友彌の長男。白勢文三郎の甥。1915年、家督を相続した。農業を営み、新潟県下の大地主であった。

## 家族・親族
白勢家
- 父・友彌（1880年 - 1916年、新潟県多額納税者、農業、大地主）
- 母・ヨシ（1888年 - ?、新潟士族、二宮孝順の妹）[1]

親戚
- 白勢長衛（大地主、農業、新潟県多額納税者）
- 白勢文三郎（新発田銀行専務取締役）
- 二宮孝順（大地主、農業、新潟県多額納税者）